# 西部戦線 (南北戦争)

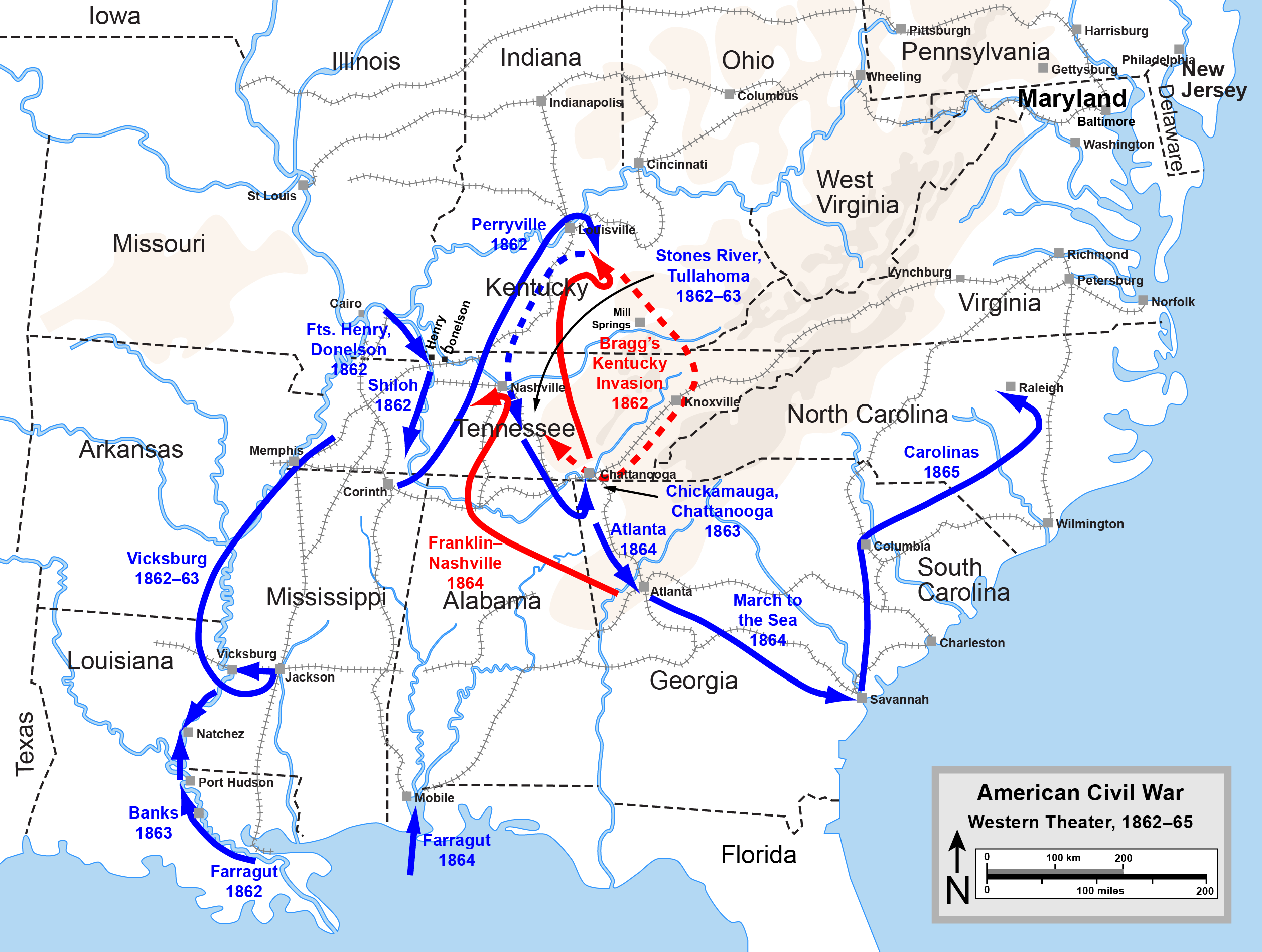
西部戦線概観 (1861年-1865年)

南北戦争の西部戦線（せいぶせんせん、英:Western Theater of the American Civil War）は、アメリカ合衆国のミシシッピ川から東、アパラチア山脈から西の地域で北軍と南軍が激突した戦線である。東部戦線とは地理的懸隔もあってやや独立した動きとなっていたが、戦争（1861年-1865年）の後半は東部との連係が重要な課題となった。

## 概要
西部戦線の戦場は地理的なことと作戦の流れで定義される地域である。当初はミシシッピ川から東、アパラチア山脈から西の地域で表された。メキシコ湾岸や東海岸での作戦は除外されていたが、1864年から1865年にかけて、ウィリアム・シャーマンの指揮する北軍がテネシー州チャタヌーガから南東に動き、ジョージア州や両カロライナ州の領域まで拡がった。この領域よりも南西での作戦については、ミシシッピ川流域戦線で概説する。
西部戦線は南北戦争の戦線の中でもある意味で最も重要なものになった。南軍は限られた資源で広大な地域を防衛することを強いられ、北軍は南部の農業の中心地に直接繋がる川を辿って複数の経路から進入した。ミシシッピ川を支配することは、北軍のウィンフィールド・スコット将軍が提唱するアナコンダ計画の中でも重要な鍵であった。
東部戦線は当時もその後の歴史的な整理の段階でも、西部戦線よりかなり多くの注目を集めた。これはその対立する両軍の主要都市が近く東部の大都市に大きな新聞の発行所が集中しており、ロバート・E・リー将軍やストーンウォール・ジャクソン将軍のような東部で名声を博した人物がいたからでもある。このために北軍が西部で南軍を叩き、南部の領土を侵略していったことは、ほとんど気付かれないままであった。
軍事面の歴史家J. F. C.フラーは西部戦線を表現して、車の左の車輪がケンタッキー州に始まり、ミシシッピ川を下り、続いてテネシー州を通って東にジョージア州や両カロライナ州に至る大きな回転運動であるとした。チカマウガの戦いや騎兵あるいはゲリラによる幾つかの大胆な襲撃は例外として、西部戦線での4年間はほとんど南軍が負け続けたことが特徴である。戦術的には引き分けても戦略的には後退であった。この戦線で成功した北軍の将軍達、ユリシーズ・グラント、ジョージ・ヘンリー・トーマス、ウィリアム・シャーマンおよびフィリップ・シェリダンは常に南軍の対抗者を凌ぎ続けた（例外といえば南軍の騎兵指揮官ネイサン・ベッドフォード・フォレストくらいだろう）。
アメリカ合衆国国立公園局（NPS）によって作られた作戦の分類では、本稿で使うものよりも詳細になっている。NPS分類の小さなものは省略するか、大きな作戦の中に組み込んだ。NPS分類にある東部戦線での117の戦闘のうちほんの幾つかを記述することになる。

## 西部戦線の主要指揮官

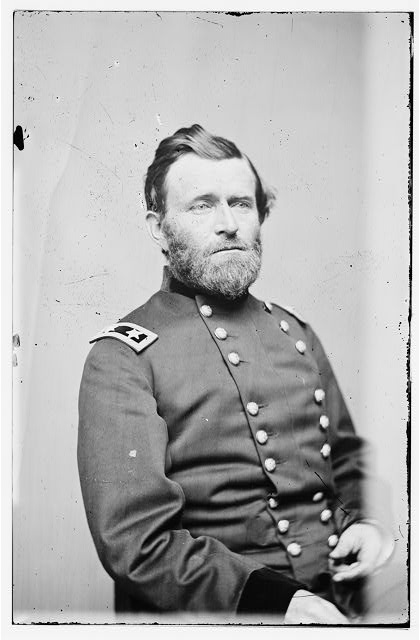
中将 ユリシーズ・グラント、北軍
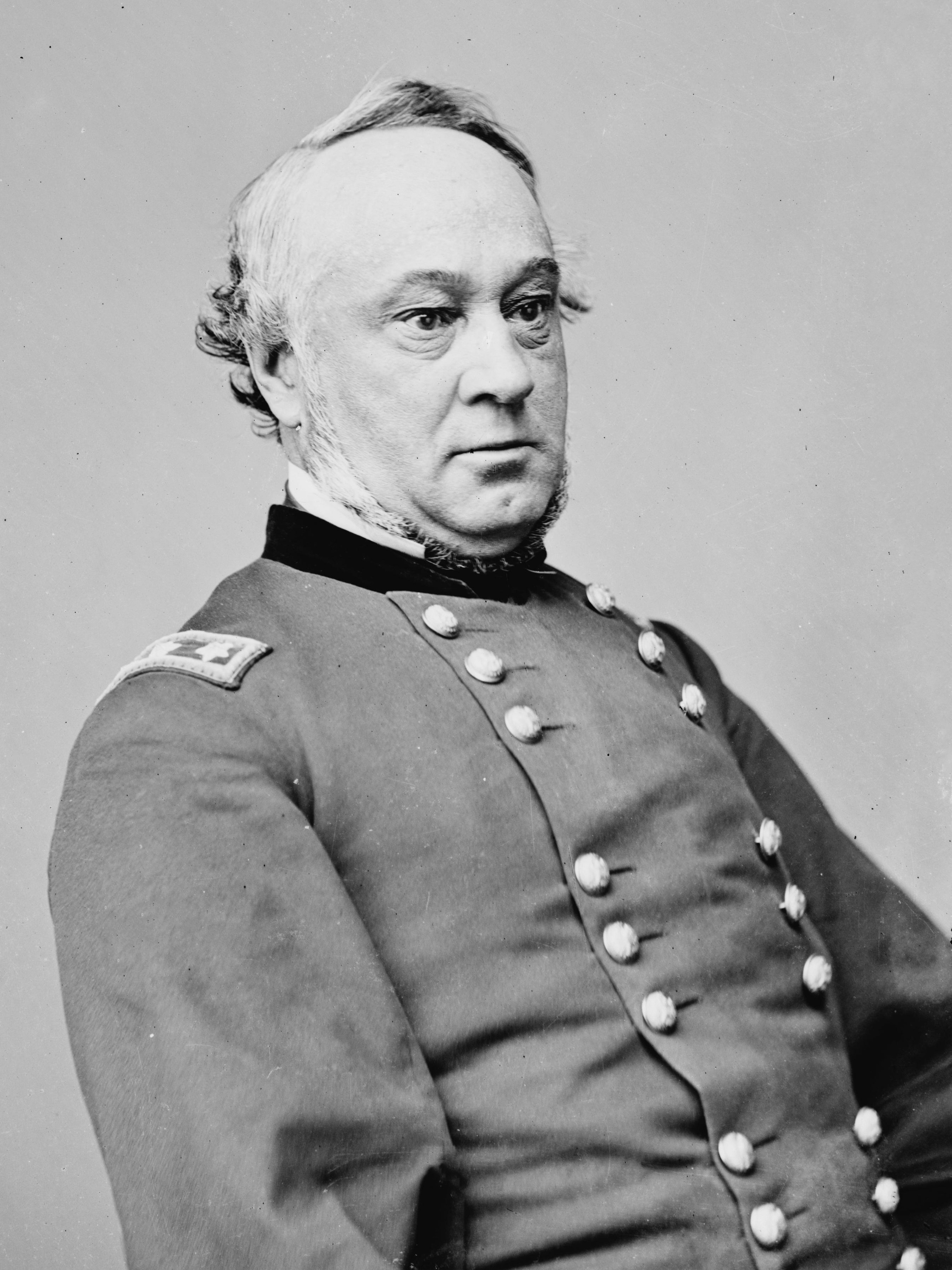
少将 ヘンリー・ハレック、北軍
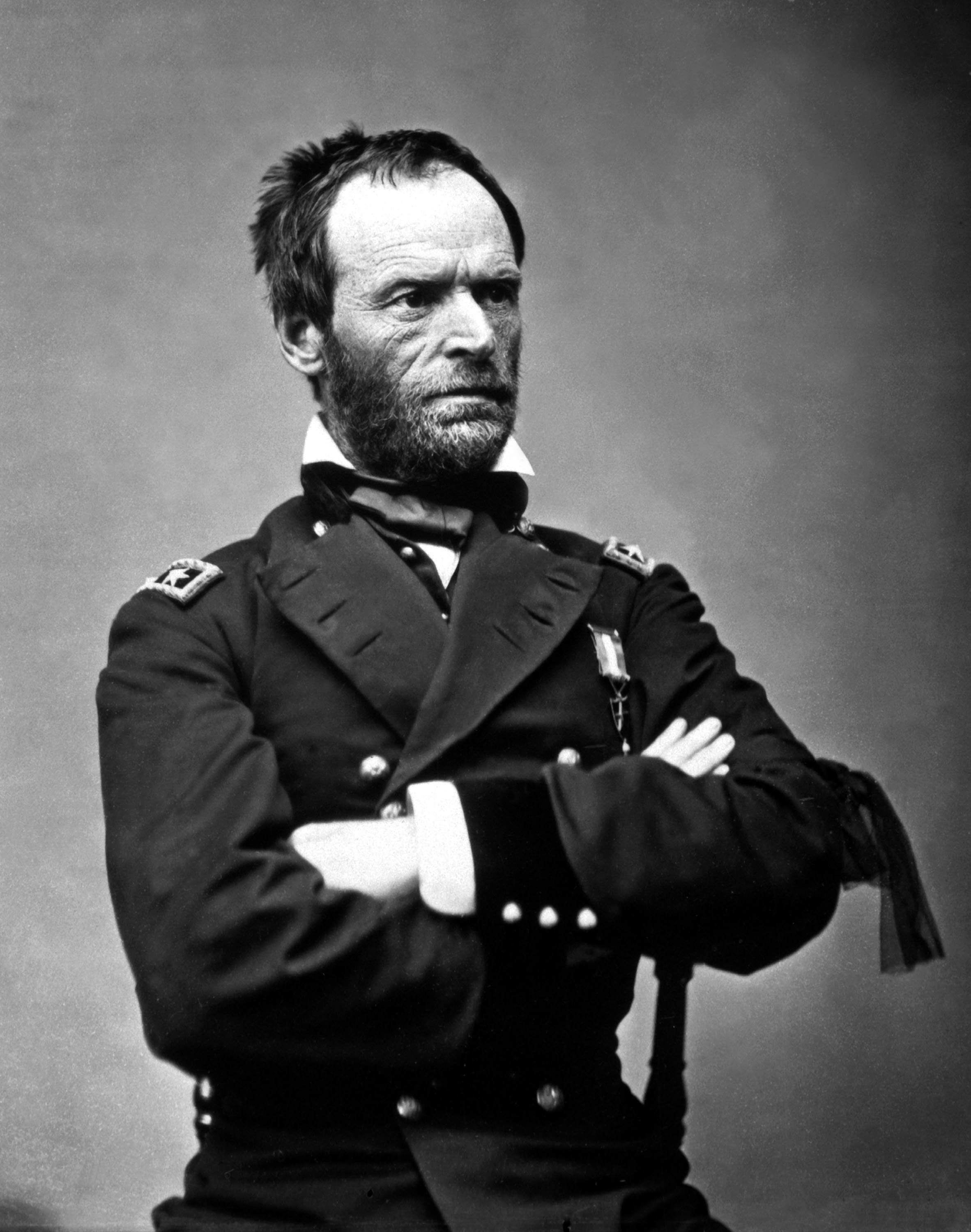
少将 ウィリアム・シャーマン, 北軍
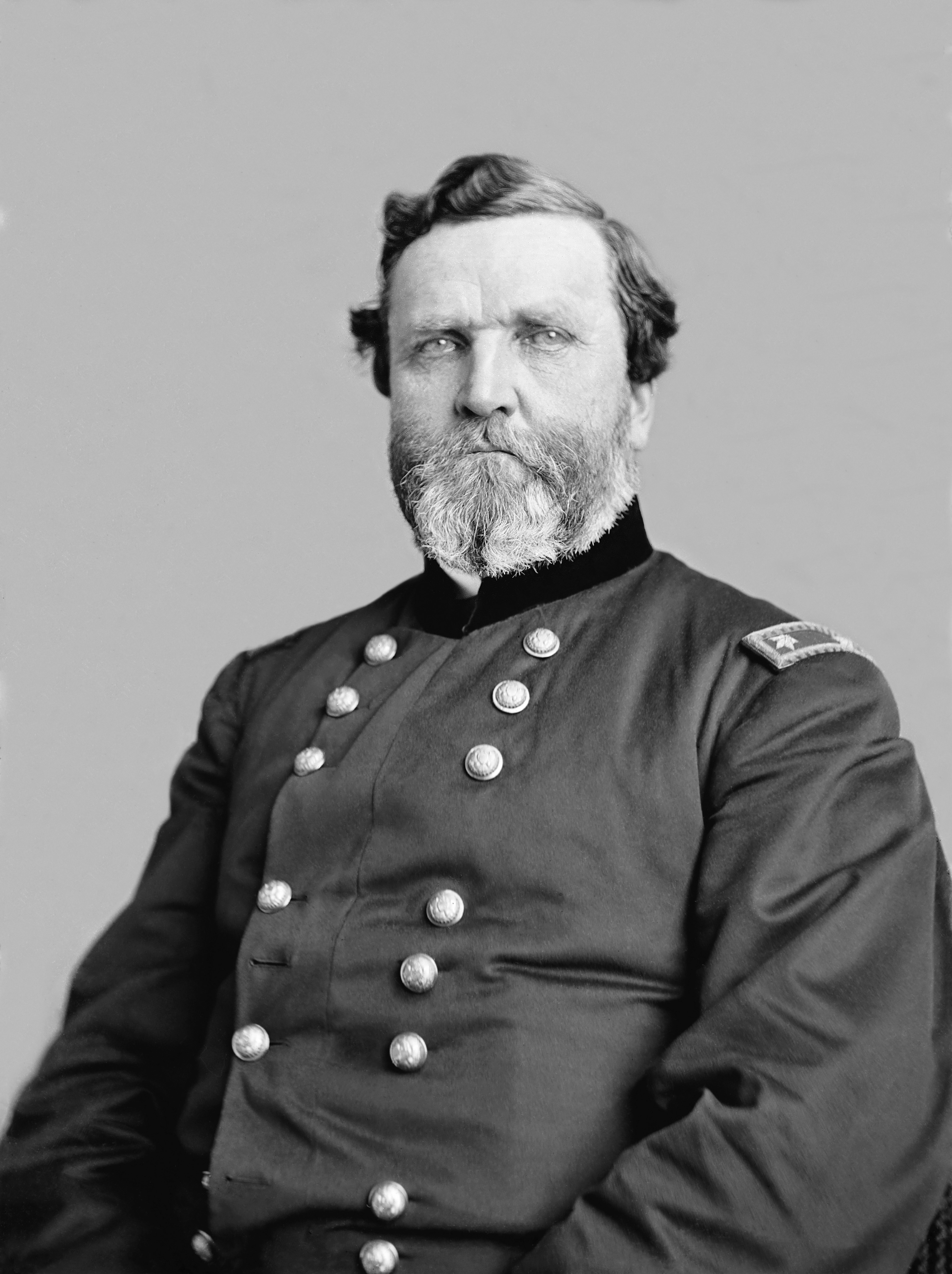
少将 ジョージ・ヘンリー・トーマス、北軍
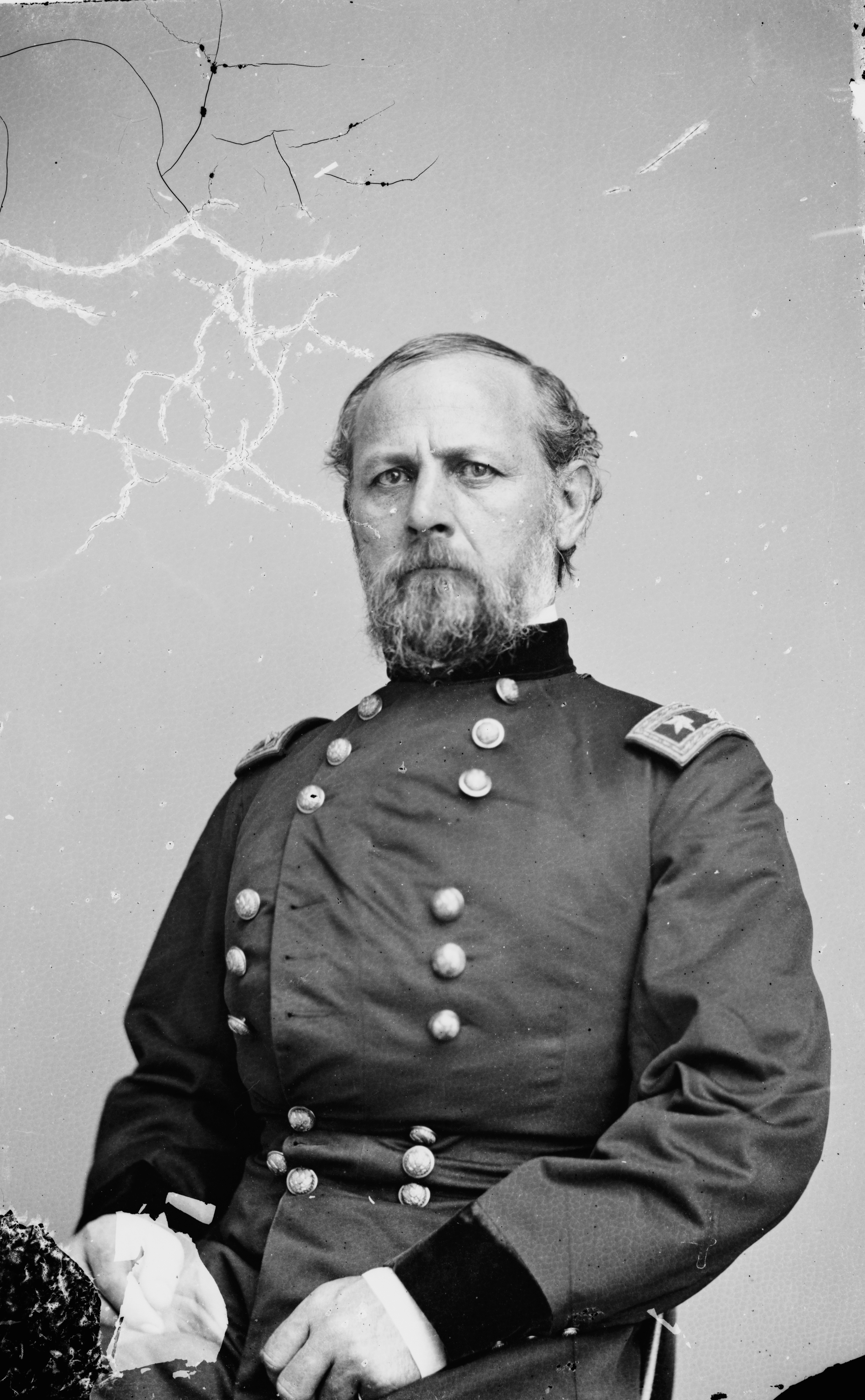
少将 ドン・カルロス・ビューエル、北軍
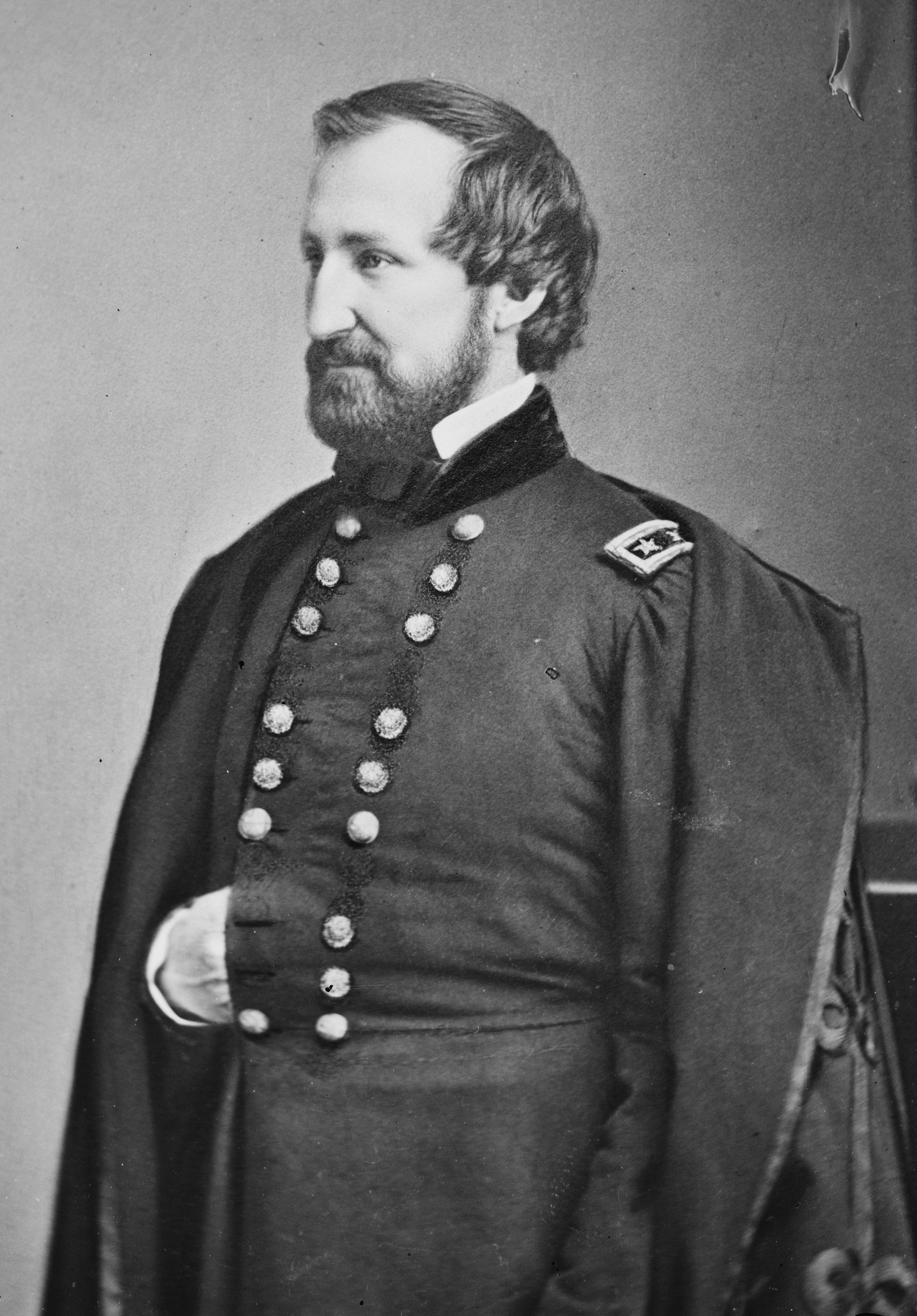
少将 ウィリアム・ローズクランズ、北軍
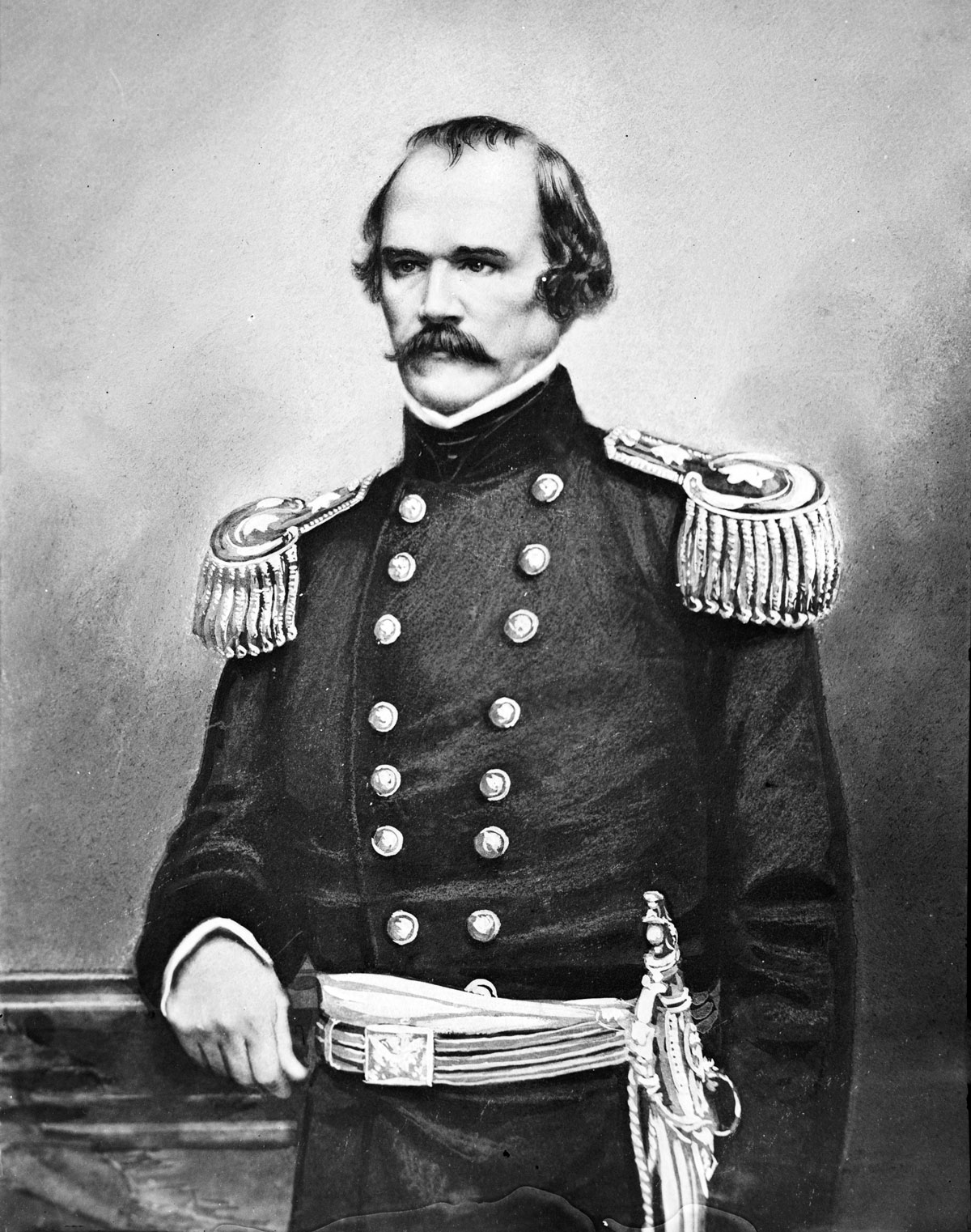
将軍 アルバート・ジョンストン、南軍
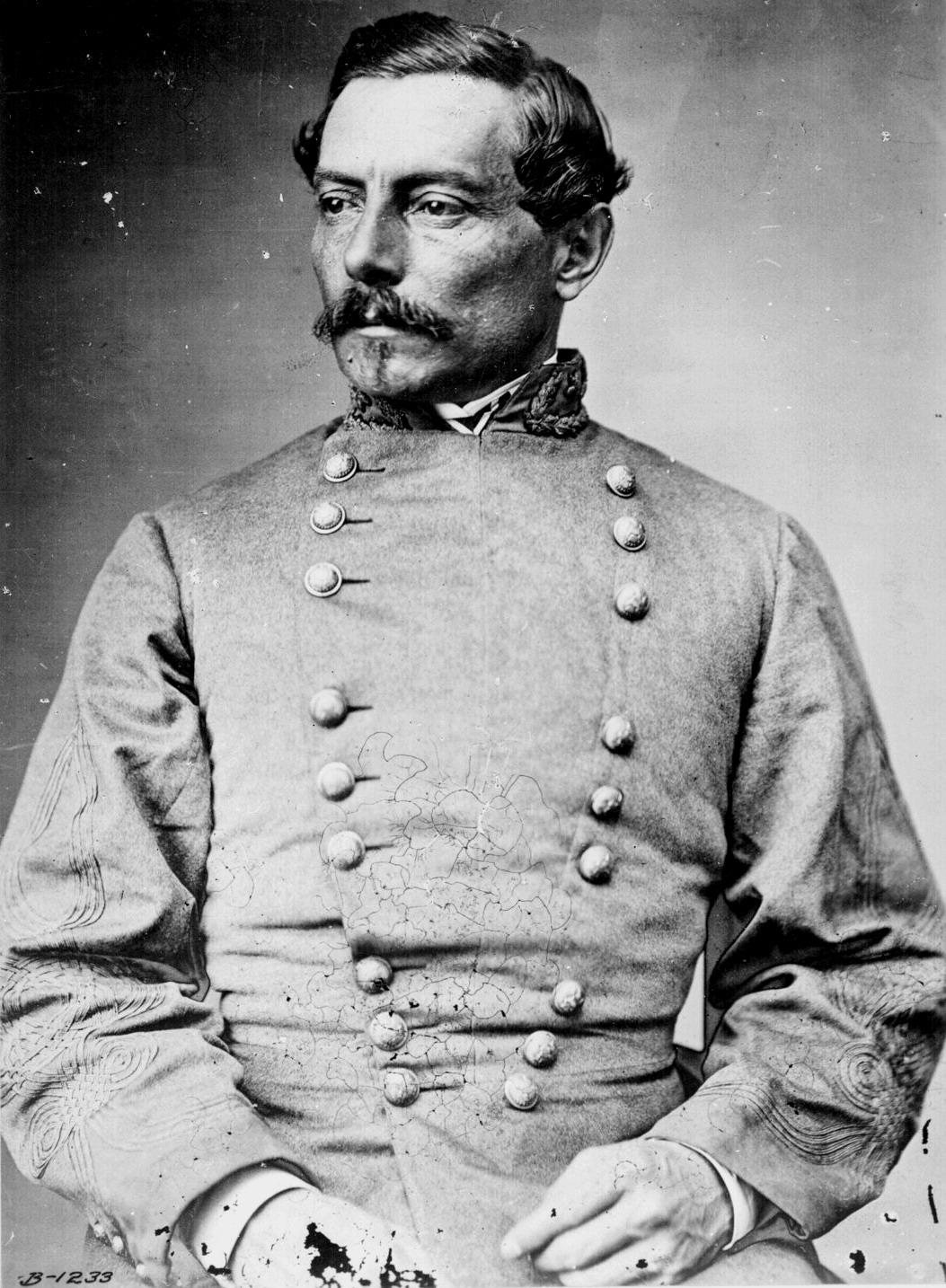
将軍 P・G・T・ボーリガード、南軍
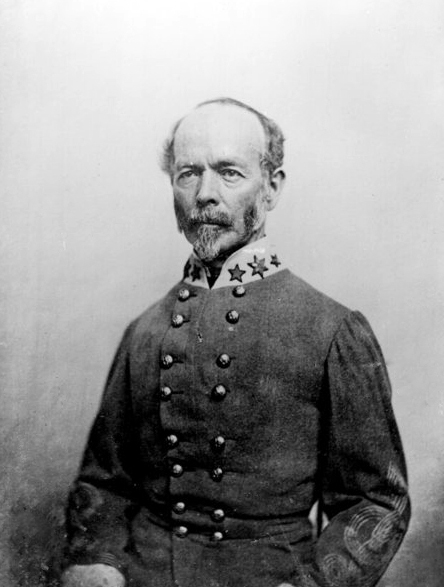
将軍 ジョセフ・ジョンストン、南軍
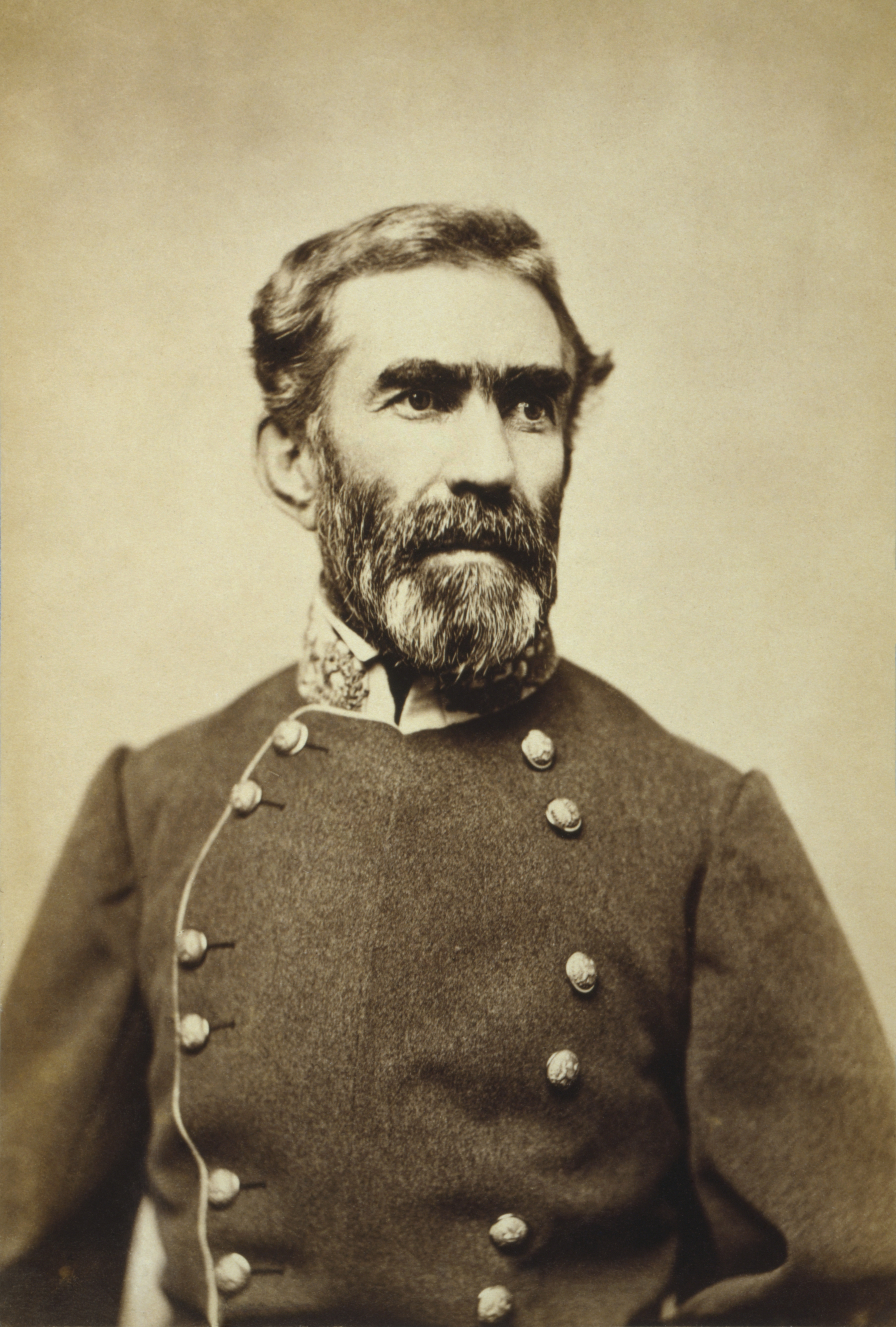
将軍 ブラクストン・ブラッグ、南軍
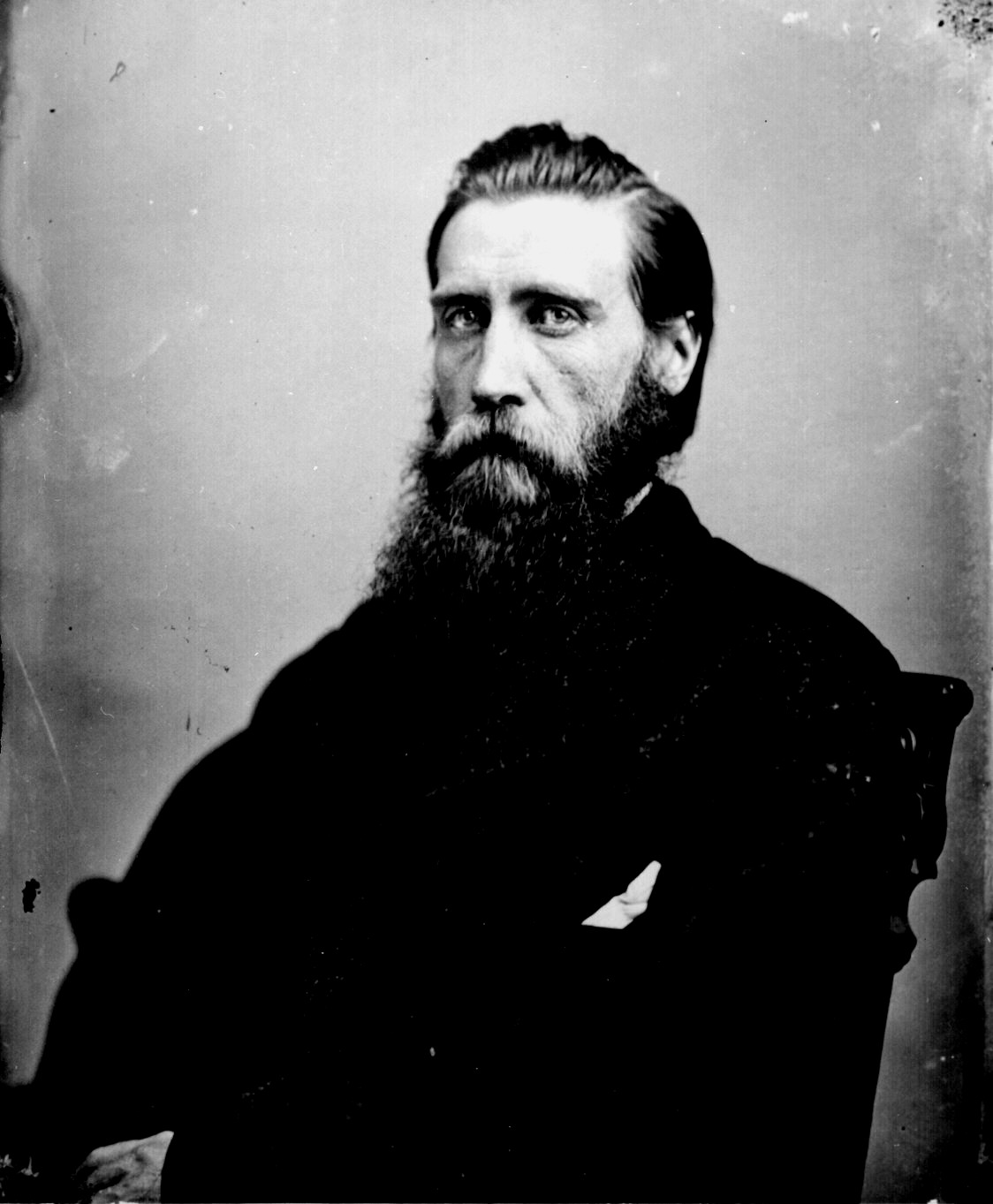
中将 ジョン・ベル・フッド、南軍
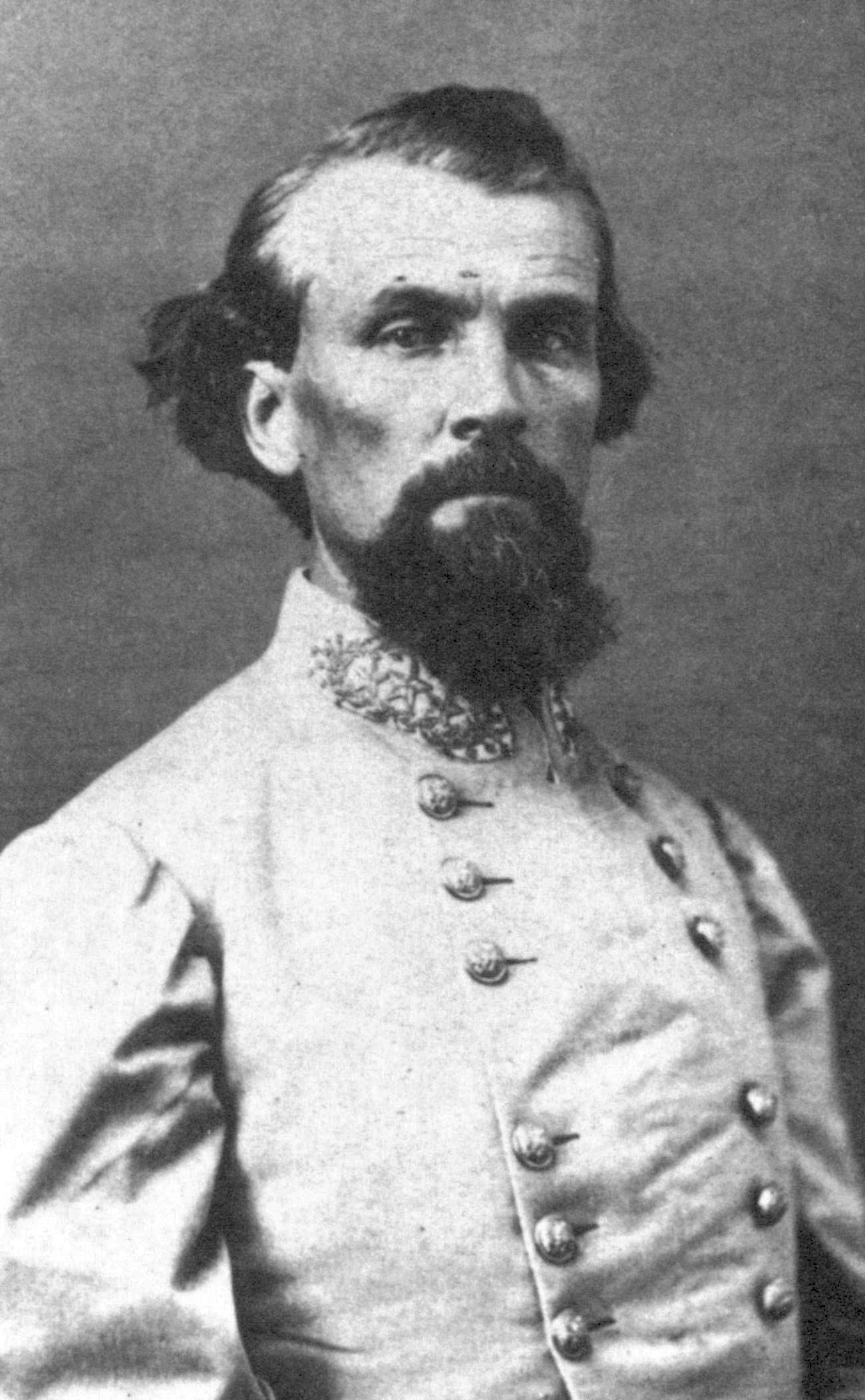
中将 ネイサン・ベッドフォード・フォレスト、南軍

## 初期の作戦（1861年6月-1862年1月）

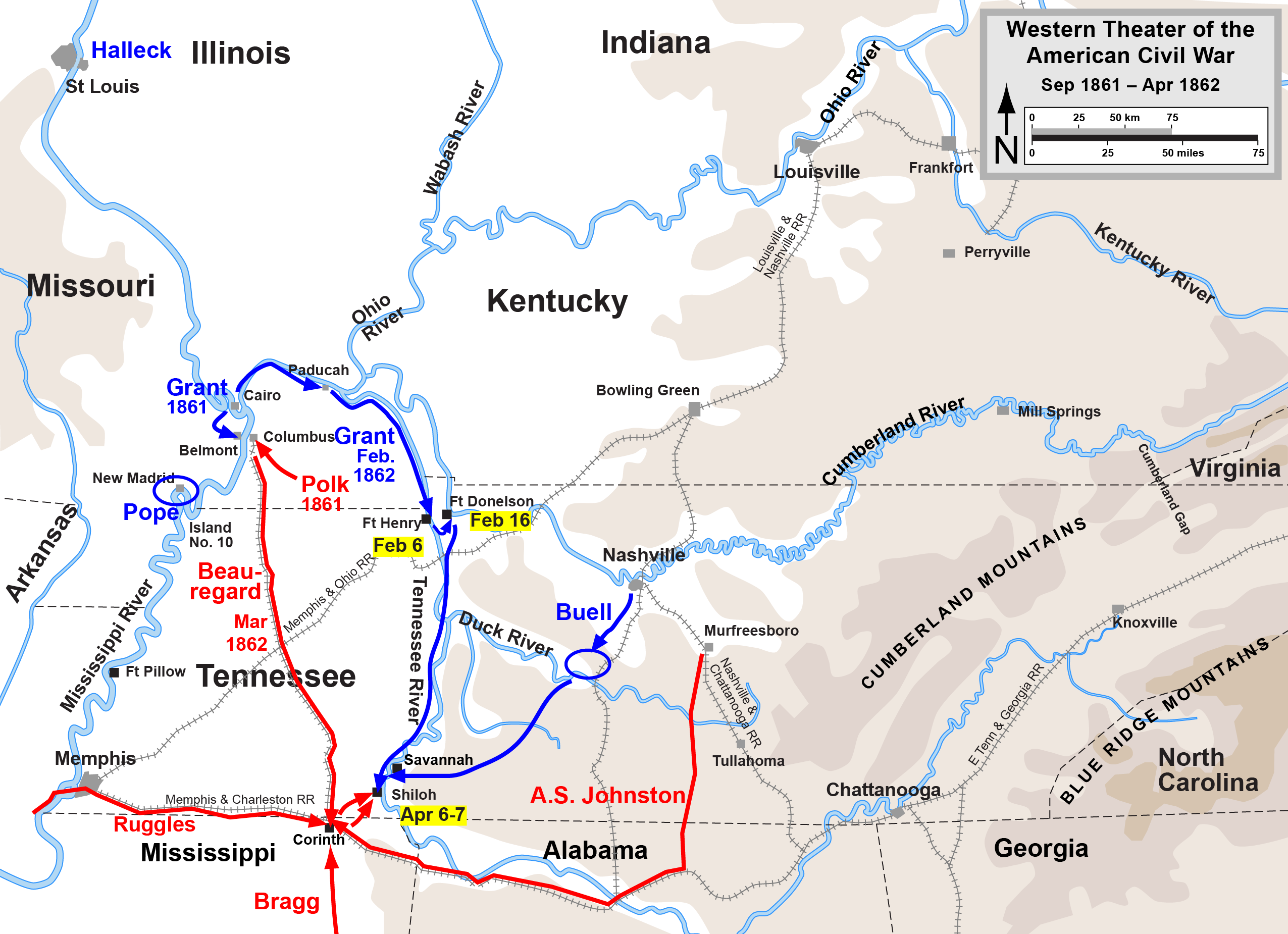
ベルモント(1861年11月)からシャイロー(1862年4月)まで

西部戦線の初期は2つの州、ミズーリ州とケンタッキー州に焦点が置かれた。どちらを失ったとしても北軍にとって重大な足かせになるはずだった。1861年6月にナサニエル・ライアン大尉がブーンビルの戦いで勝利したことが大きく、ミズーリ州は北軍が確保した。ケンタッキー州の場合、南軍寄りの知事と北軍寄りの議会という事情もあり、中立を宣言していた。この中立は、9月3日に南軍のレオニダス・ポーク少将がケンタッキー州コロンバスを占領したことでまず破られた。コロンバスはミシシッピ川下流を抑えるための要衝と考えられた。その2日後に北軍のユリシーズ・グラント准将がその後の軍歴を特徴づけるような個人的独創性を発揮して、パデューカを占領した。この時点からは両軍ともケンタッキー州の中立を尊重しなくなった。この事件の流れは、ケンタッキー州が公式に南軍に付くことが無かったことと、もし北軍がケンタッキー州内での作戦行動ができなければその後のテネシー州での成功はもっと難しいものになったであろうことを考えれば、北軍の勝利と考えられる。
南軍の側では、アルバート・ジョンストン将軍がアーカンソー州からの全軍を指揮し、カンバーランド地峡に進軍した。ジョンストン軍は数的に劣勢な軍隊で広い前線を守るという難題に直面したが、横の連絡を取り合う優れた仕組みがあったので、その軍隊を必要な所へ素早く動かすことができた。またポークとウィリアム・J・ハーディという二人の有能な部下の将軍がいた。また、ラッセルビル会議で設定された南部の新しい州都ボウリング・グリーンを通じて、ケンタッキー州中部と西部の郡にいる連邦脱退支持者からの政治的な支援もあった。そこの臨時政府は南部政府にも認められ、1861年12月にはアメリカ連合国への加盟を認められた。モービル＆オハイオ鉄道という手段を使って、ポークはコロンバスの南軍基地を素早く要塞化し装備を調えた。
西部戦線の北軍は統一された指揮系統が無いために苦しんだ。1861年11月に組織されたものは3つの方面軍に分かれていた。デイビッド・ハンター少将のカンザス方面軍、ヘンリー・ハレック少将のミズーリ方面軍およびドン・カルロス・ビューエル准将（ウィリアム・シャーマン准将の後任）のオハイオ軍であった。1862年1月まで、西部戦線における戦略的な展開は何一つ合意されず、指揮系統の欠如は明らかであった。ビューエルは東テネシーに侵入し北軍寄りのその地を確保し、緩りとナッシュビルの方向に進んだが、ジョージ・ヘンリー・トーマス准将がミル・スプリングスの戦いで小さな勝利を挙げた他はその目標に対してなんら実質的なことは出来なかった。ミル・スプリングスでの勝利は、南軍の西部防衛線を破壊し、カンバランド峡谷への道が開かれたので戦略的な勝利の意味合いもあるが、それでもビューエルはナッシュビルに近付けなかった。ハレックの方面軍では、グラントがテネシー川を遡ってビューエルの進行から注意を逸らす動きしたが、ビューエルは進まなかった。2月1日、ハレックはテネシー川のヘンリー砦に向けてグラントが進軍することを認めた。

## テネシー川、カンバーランド川およびミシシッピ川 （1862年2月-6月）
グラントは素早く行動し、2月2日には川を使って部隊の移動を始めた。この時の作戦はアメリカ海軍の将官アンドリュー・フットと良く連携がとれていた。ヘンリー砦は氾濫原の上にある粗末な砦であり、砲艦からの攻撃には実質的に耐えられなかった（ヘンリー砦の戦い）。ケンタッキー州が以前中立を宣言していたので、南軍はケンタッキー州内のより戦略的な位置で川に対する防御を施せなかったために、テネシー州内に入って直ぐの所に砦を造っていた。守備隊のロイド・ティルマン准将は2月5日に守備兵のほとんど全員を撤退させ、11マイル (18 km) 東のドネルソン砦に移動させた。ティルマンは捕虜になった。テネシー川はその後北軍が南部に展開するために確保された。
カンバーランド川沿いのドネルソン砦はヘンリー砦よりも防御力が優れており、海軍の攻撃も効果が無かった。グラントの部隊は陸路を進んで南軍を追跡し、砦の背面から直接攻撃を仕掛けようとしたが不成功だった。2月15日、南軍のジョン・フロイド准将の部隊が逃亡を試み、ジョン・マクラナンド准将の指揮する北軍の右翼から急襲をかけて駆逐したが、逃げ出すための穴は明けられなかった。グラントはこの一時的な挫折から直ぐ立ち直り、弱体化した南軍の右翼に攻勢を掛けた。砦と隣接した町ドーバーにいたサイモン・バックナー准将指揮する南軍は11,5000名の将兵と共に降伏し、グラントが「無条件降伏」を要求したので大砲など軍需物資も渡した（ドネルソン砦の戦い）。ヘンリー砦とドネルソン砦での勝利はこの戦線での北軍にとって最初の大きな勝利となり、2つの大河を手に入れてテネシー州への侵攻の準備ができた。
ジョンストンの防衛前線が敗れた。グラントが予測していたようにコロンバスにいるポークの位置づけは耐え難いものになったので、ドネルソン砦の陥落後一旦軍を引いた。グラントは、南軍が互いに横の連携を取るために使っていたメンフィス＆オハイオ鉄道も切り取った。南軍のボーリガード将軍が2月に東部戦線からジョンストンの元に到着し、ミシシッピ川からテネシー川までの全軍を指揮することになった。この南軍は指揮系統をうまく分けたので、ジョンストンはテネシー州マーフリーズバラの小さな部隊を受け持った。ボーリガードはミシシッピ州コリンスの近くで部隊を集結させ攻勢に転じる作戦であった。ジョンストンは3月遅くにボーリガード軍に合流するために部隊を動かした。
北軍の作戦準備ははかばかしくは進まなかった。ハレックは南軍が分割されて個別に粉砕できるということを理解するよりも、北軍総司令官ジョージ・マクレランとの関係で自分の立場の方により関心があるように見えた。さらに同輩でありナッシュビルにいるビューエルが協働行動を取ることに同意できなかった。ハレックはグラントをテネシー川に送り、ビューエルはナッシュビルに留まっていた。3月11日、リンカーン大統領は、ハレックをミズーリ川からノックスビルまでの全軍指揮官に指名し、指揮系統を統一させたので、ハレックはビューエルにテネシー川のピッツバーグ・ランディングでグラントの部隊に合流するよう命令を出した。
4月6日、ボーリガードとジョンストンの下に集結した南軍はグラントの準備ができていない西テネシー軍に対しピッツバーグ・ランディングで明け方の総攻撃で急襲した（シャイローの戦い）。この戦闘の初日、南軍の猛攻でグラント軍を後退させたが、打ち破ることはできなかった。ジョンストンがこの日に戦死した。アメリカ連合国の大統領ジェファーソン・デイヴィスは当時、ジョンストンのことを南軍で最も有能な将軍と考えていた。2日目の4月7日、グラントはビューエルの応援を得て反撃し南軍を後退させた。この時、グラントは撤退する敵軍の追撃に失敗したために大きな非難を受けることになった。しかもこれまでの全戦闘を合わせたよりも大きな両軍併せて約24,000名という損失を出していた。
北軍のミシシッピ川支配はしっかりしたものになり始めた。4月7日、南軍がシャイローから撤退する一方で、北軍のジョン・ポープ少将がボーリガード配下の孤立した部隊をアイランドNo.10の戦いで打ち破り、ミシシッピ川は南のメンフィスまでが確保された。5月18日、アメリカ海軍のデヴィッド・ファラガット提督がアメリカ連合国の最も重要な海港であるニューオーリンズを占領した。北軍のベンジャミン・バトラー少将が強い軍政府で町を支配したために住民の間にはかなりの不満が募った。
ボーリガードはハレック軍の南進に対抗できる程の戦力を集められなかったが、北軍はその状況を活かすことが出来なかった。ハレックはビューエルのオハイオ軍、グラントのテネシー軍およびポープのミシシッピ軍がピッツバーグ・ランディングで集結するのを待った。ハレック軍は重要な鉄道の接続点であるコリンスに向けて進軍したが、夜には止まって塹壕を掘ったために20マイル (32 km)進むために4週間を要した。この進行の鈍さ故にこの作戦はコリンスの包囲戦という渾名まで貰った。ハレックが漸くその要塞化された町まで到着すると、敵軍のボーリガードは損失が予測される防衛を諦め、5月29日に戦わずして撤退した。
グラントはコリンス方面作戦で直接指揮を執っていなかった。ハレックはその軍を再編成し、グラントには副指揮官という実権の無い地位を与え、集合させた3軍を混ぜ合わせて3つの「翼」に組み直していた。ハレックがマクレランの後釜で総司令官に就任するために東部へ移動すると、グラントが野戦の指揮官となった。しかし、ハレックは出発する前にボーリガード軍を追跡して打ち破る機会を浪費していた。ハレックはビューエルをチャタヌーガに、シャーマンをメンフィスに、1師団をアーカンソー州に派遣し、ポープにはコリンスの南部を確保するよう命じていた。

## ケンタッキー、テネシーおよび北部ミシシッピ （1862年6月-1863年1月）

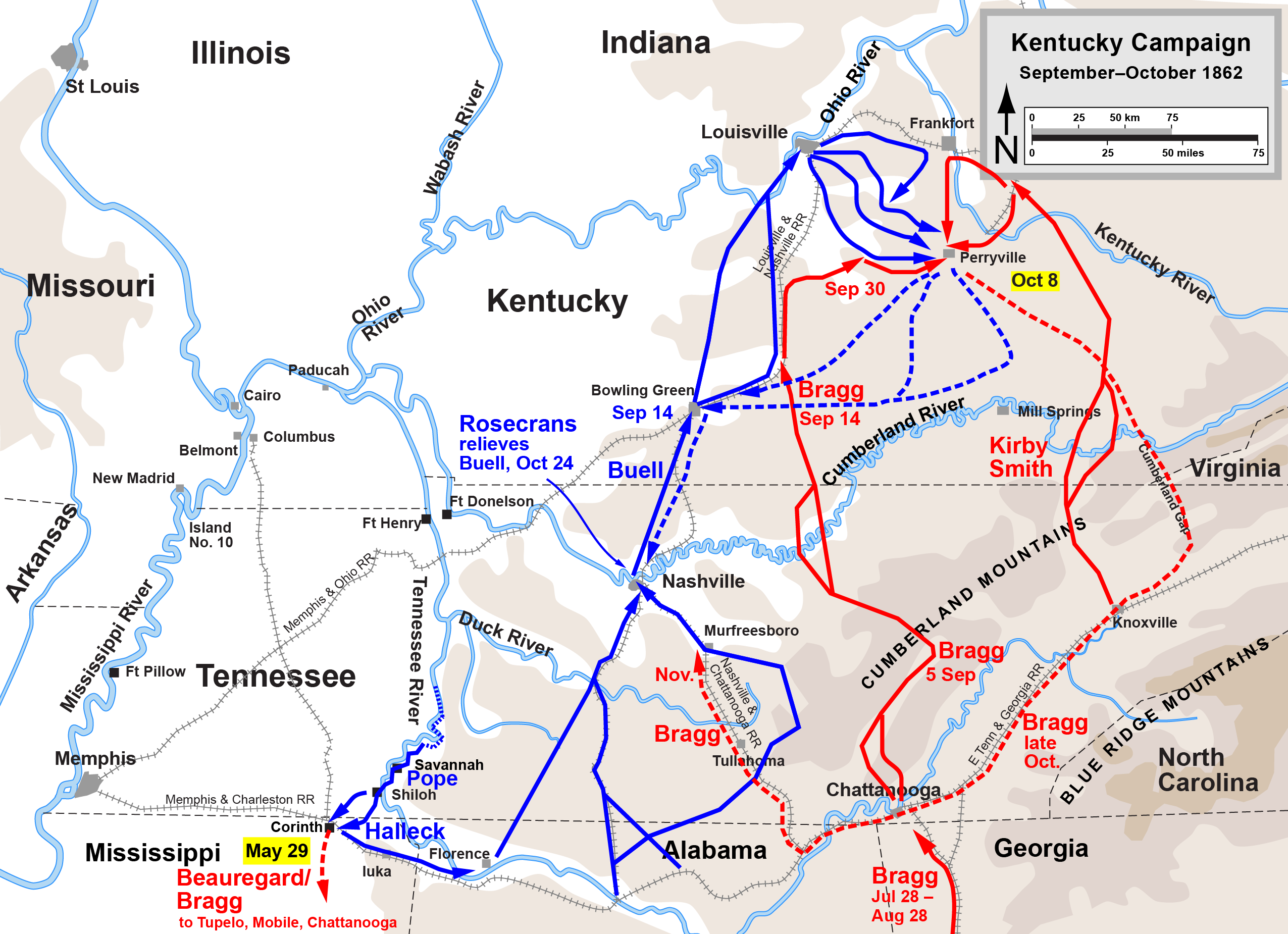
コリンスの包囲戦から南軍のケンタッキー州侵攻までの両軍の行動図

ハレックがコリンスの後はほとんど成果が無かった一方で、健康上の理由で退いたボーリガードの後任ブラクストン・ブラッグはコリンスの真南トゥーペロにテネシー軍56,000名を集めた。しかし、ブラッグはテューペロから直接北に進軍することは実際的でないと判断した。スターリング・プライスとアール・ヴァン・ドーンの2人の少将にグラントの注意を引き付けさせたうえで、35,000名の部隊を鉄道でモービル経由でチャタヌーガに送った。ブラッグは7月21日までテューペロを離れなかったが、ビューエルよりも前にチャタヌーガに到着することができた。ブラッグの全体作戦はエドマンド・カービー・スミス少将の軍と連携してビューエルの通信線を遮断し、ビューエル軍を打ち破ったうえで、グラント軍を倒すために戻るというものだった。
カービー・スミスは8月14日にノックスビルを出発してケンタッキー州侵攻を開始し、カンバーランド峡谷にいた北軍を追い、リッチモンドの戦いで小さな北軍部隊を破った後に、8月30日、ケンタッキー州のレキシントンに到着した。ブラッグはスミスがレキシントンに到着する直前にチャタヌーガから出発した。ビューエルはナッシュビルから北のボウリング・グリーンに向かっていた。しかし、ブラッグは素早く動いて9月14日までにビューエルのルイビルからの補給線に入り込んだ。ブラッグはビューエル軍よりも劣勢だったためにこの機会を生かすことを躊躇した。もしスミス軍と合流できれば勢力的に同等となるはずだったが、スミスの軍は別のことを考えていた。その支援が無くてもブラッグはルイビルを占領できると信じていた。
ビューエルは政府から攻撃的な行動を取るよう圧力が掛かっており、解任される可能性があった（この作戦の開始時点で部下のジョージ・ヘンリー・トーマスが指揮権を譲り受けることに個人的に躊躇っていたことでまだ交替はなかった）。ビューエル軍がペリービルに近付くと、そこにいる南軍の部隊に対峙することに集中させ始めた。ブラッグは、ケンタッキー州の南部側知事がフランクフォートで行う宣誓式に出席することにしており、当初軍隊と共にはいなかった。10月8日、水源の確保をめぐったペリービルの戦いが始まり、戦闘が激しくなると、ブラッグのミシシッピ軍はビューエルのオハイオ軍の1軍団に対する攻撃で戦術的な優位を取った。その夜、ブラッグはビューエルの全軍と向かい合っていることを認識し、ハロッズバーグまでの撤退を命じた。ブラッグ軍は10月10日にスミスの軍と合流した。ブラッグは戦力が上がったにも拘わらず、再度攻勢を取ろうとはしなかった。ビューエルも同じくらい受動的であった。ブラッグはカンバーランド峡谷を撤退し、チャタヌーガを経由してマーフリーズバラまで戻った。
ビューエルはケンタッキー州でブラッグの脅威に直面していたが、ミシシッピ州北部での南軍の作戦は、ビックスバーグ方面作戦の準備を進めているグラント軍がビューエル軍の応援に付くことを阻止しようということだった。ハレックがワシントンD.C.に行ってしまったので、グラントは西テネシー方面軍の指揮官として何の干渉も受けなかった。9月14日、南軍のスターリング・プライス少将がその西部軍をコリンスより東に20マイル (32 km)のイウカに移動させた。プライスはアール・ヴァン・ドーンの西部軍と合流してグラントに対する作戦を実行しようと考えていた。しかし、グラントはウィリアム・ローズクランズとエドワード・オード両少将に軍隊を任せてイウカでプライスとヴァン・ドーンを攻撃させた。ローズクランズは9月19日のイウカの戦いで小さな勝利を挙げたが、二重に包囲しようとしていた自軍の連携がうまくいかず、プライスを捕まえ損なった。
プライスとヴァン・ドーンはコリンスに集まっている北軍を叩き西テネシーあるいは中央テネシーに進もうと決断した。10月3日の第二次コリンスの戦いで、防御を固めた北軍を攻撃したが、大きな損失を受けて撃退された。南軍は北西に撤退し、ローズクランズ軍が疲れていたので追撃を免れたが、その中部テネシーを脅かしブラッグを支援しようという目的は潰えた。
冬季に入ると北軍政府はビューエルをローズクランズにすげ替えた。ローズクランズはナッシュビルで補充と訓練を行い、クリスマス直後にマーフリーズバラのブラッグ軍に対抗するために動いた。12月31日、ストーンズリバーの戦いでブラッグはローズクランズ軍を急襲し北軍をテネシー川に面する小さな陣地まで押し返した。しかし、1863年1月2日、再度ローズクランズ軍を襲う試みは徹底的に反撃され、南東のタラホーマまで撤退した。ストーンズリバーの戦いでの損失は両軍ともに約12,000名で、その勢力に比して大きなものとなり、西部戦線でも最も流血の多いものになった。この作戦の終了とともに、ブラッグ軍のケンタッキー州に対する脅威が無くなり、ブラッグは中央テネシーの支配を実質的に断念した。

## ビックスバーグ方面作戦 （1862年12月-1863年7月）
エイブラハム・リンカーンは川沿いの要塞都市ビックスバーグが戦争に勝つための鍵を握っていると信じた。ミシシッピ川を完全に支配するためには、ビックスバーグとハドソン港が最後の障害となっていた。ビックスバーグは川が屈曲している所にある高い崖の上にあり、「ミシシッピ川のジブラルタル」と呼ばれ、海軍からの攻撃も難しかった。デイビッド・ファラガット提督が1862年5月に攻撃を試みたが失敗していた。
ビックスバーグ占領のための全体計画は、グラントがメンフィスから南に、ナサニエル・バンクス少将がバトンルージュから北に動くというものだった。バンクス軍の歩みは鈍くポートハドソンで行き詰まり、グラントにはほとんど助けにならなかった。

### 第一次作戦
グラントの第一次作戦は2手に分かれた動きだった。シャーマンが32,000名の部隊と共に船でミシシッピ川を下り、グラントは40,000名の部隊を率いて川に沿って鉄道で移動するというものだった。グラント軍は80マイル (130 km)進んだが、南軍のアール・ヴァン・ドーンが指揮する騎兵隊にホリー・スプリングスで補給線を絶たれたために、後退を余儀なくされた。シャーマンはビックスバーグ市の真北にあるヤズー川まで到着したが、グラント軍の支援が無いままに12月遅くのチカソーバイユーの戦いで損失を出し撃退された。
この時に政治的な思惑が入ってきた。イリノイ州の政治家で少将のジョン・A・マクラーナンドがリンカーンからの許可を得てイリノイ州南部で徴兵し、ビックスバーグを目指して川を下る遠征隊の指揮を執った。マクラーナンドはシャーマンの軍団を自分に割り当てられる予定だったが、マクラーナンドが到着する前にシャーマンはメンフィスを離れていた。シャーマンがヤズーから戻ると、マクラーナンドが軍団の管理権を行使した。マクラーナンドはアーカンザス川のハインドマン砦を占領（アーカンソー・ポストの戦い）することで初期の目的からは不可解な回り道をしたが、その主要行動を再開する前にグラントが再び指揮を執り、マクラーナンドはグラントの軍団指揮者となった。冬の残りの期間を使ってグラントはビックスバーグの町に取り付くための5つの別々の計画を試みた。それらはビックスバーグの北にある川、運河やバイユーを使って移動し土木工事を伴うものだった。5つの計画全てが失敗だった。グラントは後にこれらの失敗工作は予測していたことであり、単に兵士を休ませないためと士気を上げるためにやったと説明したが、多くの歴史家はグラントが真に幾つかは成功するものと期待していたと信じ、またそれらの計画が大がかり過ぎたとも思っている。

### 第二次作戦

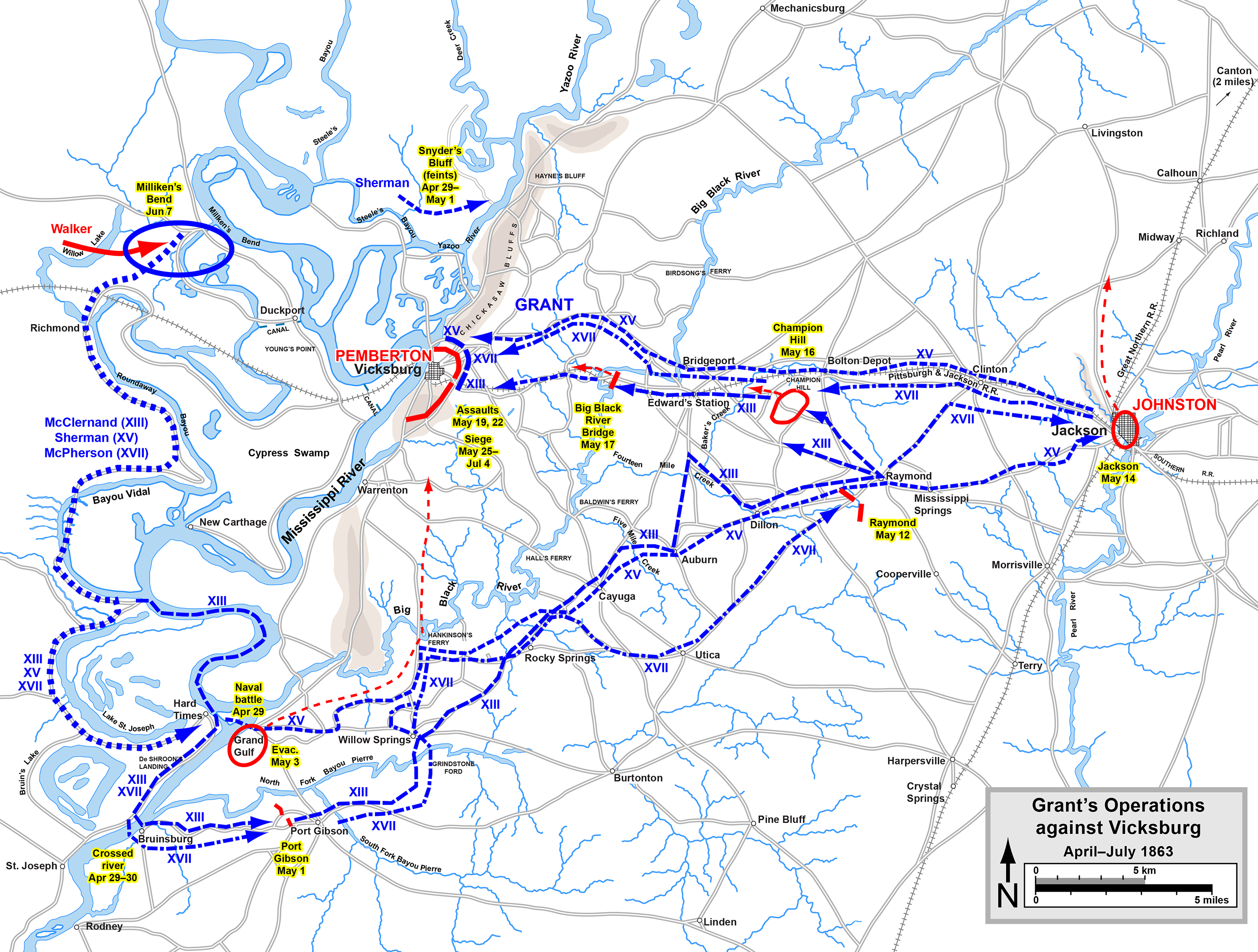
ビックスバーグ包囲に至る行軍図

第二次作戦は1863年の春に始まり最終的に成功した。これは南北戦争の中でもグラントの最大の偉業と考えられており、また軍事史の中の古典的作戦でも最大のものと見られている。グラントは、その補給線が脆弱であり、川を使った接近が繰り返し失敗していたので、北西からミシシッピ川を通って攻撃するのは不可能と判断した。冬季の雨が終わりぬかるんだ道でも通れるようになったときに、グラントは大挙してミシシッピ川の西岸に軍隊を繰り出した。4月16日、アメリカ海軍の砲艦と輸送船がビックスバーグの大砲の下を擦り抜け、川を渡ってビックスバーグの南、ブルーンズバーグに上陸させることに成功した。グラントはその意図を隠すために2つの陽動作戦を用意した。ビックスバーグの北にいるシャーマンの部隊による陽動とミシシッピ川の中央からベンジャミン・グリアソン大佐に行わせた大胆な騎兵隊の襲撃（グリアソンの襲撃）であった。シャーマンは結果が出なかったが、グリアソンは成果を上げた。グリアソンはかなりの数の南軍部隊をおびき出し州内に分散させた。
グラントはこの作戦で南軍の2つの部隊と対峙していた。1つはビックスバーグの守備隊であり、ジョン・C・ペンバートンが指揮していた。もう1つはこの戦線の総指揮官ジョセフ・ジョンストンが指揮するジャクソンの部隊であった。グラントは単純に北にあるビックスバーグに向かうよりも、2つの南軍の通信線（かつ補給線）を遮断することを選んだ。グラント軍は素早く北東のジャクソンに向かった。一方でグラントには限られた補給線しかなかった。軍事作戦の伝統的な歴史から見れば、グラント軍はその補給線から解き放たれている状態であり、5月12日のレイモンドの戦いで存在しない補給線を遮断しようとしたペンバートンを戸惑わせた。実際のところ、グラントは人馬の食料のみを地域経済に頼っていたが、その軍隊に弾薬、コーヒー、堅パン、塩などの物資を運ぶ荷車の流れが常に付いていた。
シャーマンの軍団が5月14日にジャクソンを占領した（ジャクソンの戦い）。全軍は西に転じてビックスバーグの前線にいるペンバートンと向かい合った。決戦はチャンピオンヒルで行われた（チャンピオンヒルの戦い）。ペンバートンは最後の抵抗を試みた後、町の周りの塹壕の内側に退いた。グラント軍はビックスバーグの戦いの初めに2回、南軍に総攻撃をかけ大きな損失を被った後は長い包囲戦に移った。
ビックスバーグの兵士や市民は北軍の砲撃や差し迫ってきた飢えに苦しむようになった。ジョンストン将軍が援軍に到着するのを期待していたが、ジョンストンは行く手を遮られ、また慎重になりすぎていた。7月4日、ペンバートンは軍隊と市ともどもグラントに降伏した。その前日のゲティスバーグの戦いでのロバート・E・リー将軍の敗北と共に、ビックスバーグは南北戦争の転回点と考えられている。7月9日までにバンクスがハドソン港を占領（ポートハドソンの包囲戦）した後、ミシシッピ川全流域が北軍の支配下に入り、南軍は分断された。

## タラホーマ、チカマウガおよびチャタヌーガ （1863年6月-12月）
ローズクランズはストーンズリバーの戦いでの勝利の後、マーフリーズバラをほぼ6ヶ月間占領し、ブラッグはタラホーマにあって後方の戦略的に重要なチャタヌーガ市を北軍から守るために長い防衛線を布いていた。1863年4月、北軍のエイベル・ストレイト大佐の指揮する騎兵隊が中央テネシーのブラッグ軍に物資を補給している鉄道の攻撃に動き、ブラッグ軍をジョージア州まで撤退させることを期待していた。ストレイトの騎兵隊はミシシッピからアラバマを荒らし回り、ネイサン・ベッドフォード・フォレストの部隊と対抗した。ストレイトの襲撃は5月3日にジョージア州ロームの近くで疲れ切った部隊が降伏した時に終わった。6月、ローズクランズは遂にブラッグ軍に対して動き、タラホーマ方面作戦では輝かしいほとんど無血の勝利を挙げ、ブラッグ軍を中央テネシーから追い出した。
この期間、南軍のジョン・ハント・モーガンが2,460名の騎兵隊を率いて、6月11日に中央テネシーのスパルタから西に乗り入れ、ノックスビルに向けて動いているアンブローズ・バーンサイドのオハイオ軍の注意をテネシー州南部にいる南軍から逸らさせようとしていた。タラホーマ方面作戦の開始時点でモーガンは北に進軍した。モーガン隊は46日間で1,000マイル (1,600 km)を乗り回し、テネシーから北のオハイオまで橋や鉄道や政府の倉庫を破壊した後に捕獲された。11月、モーガン隊はオハイオ州コロンバスの刑務所から大胆な脱走を成し遂げ、南部に帰還した。
ローズクランズはタラホーマで数週間を過ごした後、テネシー川を渡り南に向かって南軍のジョージア州からの補給線を遮断することで、ブラッグ軍をチャタヌーガから追い出す作戦を立てた。ローズクランズは8月18日に行動を開始し、陽動作戦としてチャタヌーガに2週間砲撃を加えた。アメリカ連合国の上層部はミシシッピの師団とバージニアのジェイムズ・ロングストリートの軍団を送ってブラッグ軍を補強した。ローズクランズはブラッグ軍をジョージア州北西部の岩だらけの山岳地帯に追って行ったが、そこでは罠が仕掛けられているだけだった。ブラッグは9月19日から20日にかけてチカマウガの戦いを仕掛け、ジョージ・ヘンリー・トーマスの軍団に対して3個師団で総攻撃を掛けさせた。北軍の応援が到着したときに指揮系統の誤解で前線に大きな隙間が生じ、ロングストリートはその隙に付け込んで北軍を撤退させた。トーマスが配置していた防衛的部隊（「チカマウガの岩」）がいなければ、北軍は総崩れになっていたはずである。ローズクランズはこの敗北で落胆し、軍をチカマウガまで退いたが、これをブラッグ軍が包囲し、町を見下ろす高台を占領した。
グラントはビックスバーグで兵を休ませ、次にモービルを占領して東に進む作戦を練っていた。しかし、カンバーランドにいるローズクランズ軍のひどい苦境の報せがワシントンに入り、グラントは彼らを救援する命令を受けた。10月17日、グラントはミシシッピ方面軍全軍の指揮権を与えられ、西部戦線全軍を支配下に置いた。グラントはローズクランズをトーマスに置き換え、チャタヌーガに行って補給物資や援軍を得るために新しい補給線（「クラッカー・ライン」）を開く計画を承認した。間もなくシャーマンとジョセフ・フッカーの指揮する40,000名以上の部隊が合流した。北軍が脹れ上がる一方で、南軍は縮小した。ブラッグはロングストリートの軍団をノックスビルに派遣してバーンサイド軍の前進を抑えさせた（ノックスビル方面作戦）。
11月24日早朝に第三次チャタヌーガの戦いが始まった。フッカーは市内でも高い2つの山の1つルックアウト山に陣取った。翌日、グラントはもう1つの山、ミッショナリ・リッジにいるブラッグ軍を2重に包囲する作戦を立てた。シャーマンが北から攻撃し、フッカーは南から向かい、トーマスが中央を抑えるという作戦だった。しかし、シャーマンの攻撃は混乱の中で動きが取れなくなったので、グラントはシャーマン軍を救うために陽動作戦としてトーマス軍に小さな攻撃を掛けるよう命じた。トーマスの軍隊はチカマウガで惨めな思いをしていた後だけに、その付けを取り戻す機会と捉えて意気上がり、尾根に駆け上がって最初の攻撃を続け、南軍の前線を突破して後退に追い遣った。チャタヌーガは救われ、ノックスビルでもロングストリートがバーンサイドに敗れていた。政治的に敏感なテネシー州東部は南軍の支配から解放された。アトランタひいてはアメリカ連合国の心臓部へ直接向いた進入路が開けた。ブラッグはアメリカ連合国大統領のジェファーソン・デイヴィスと個人的な繋がりがあり、ペリービルやストーンズリバーで敗れた後も指揮官の位置に留まっていたが、ここにきて解任され、ジョセフ・ジョンストンが後を継いだ。

## アトランタ方面作戦 （1864年5月-9月）

アトランタ方面作戦の経路

1864年3月、グラントは中将に昇進し、北軍全軍を指揮するために東部に移動した。シャーマンが西部戦線の指揮を引き継いだ。グラントは南軍に対して同時に侵攻する戦略を立てた。それは3軍（ジョージ・ミード、ベンジャミン・バトラーおよびフランツ・シーゲルの各将軍が指揮）がバージニアのロバート・E・リー将軍の南軍を打ち破るか行動を規制するためにリッチモンドに向けて発進する、またシェナンドー渓谷を抑える、ナサニエル・バンクス将軍はアラバマ州モービルを抑える、さらにアトランタに侵攻してジョンストン軍を破壊するという戦略であった。この作戦の大半は失敗した。バトラーはバミューダ・ハンドレッド方面作戦で行き詰まった。シーゲルはシェナンドー渓谷で敗北した。バンクスは運の無いレッド川方面作戦に囚われてしまった。ミードとグラントは多くの挫折を経験し、オーバーランド方面作戦では損失も被ったが最終的にはピーターズバーグを包囲した。シャーマンのアトランタ方面作戦は大きな成果を挙げた。
アトランタ方面作戦の開始時点でのミシシッピ方面軍は3つの部隊があった。ジェイムズ・マクファーソンのテネシー軍（グラントの下にいたときのシャーマンの担当軍）、ジョン・スコフィールドのオハイオ軍およびジョージ・トーマスのカンバーランド軍であった。対する南軍はジョセフ・ジョンストンがテネシー軍を率いていた。勢力を見るとシャーマン軍の98,000名に対しジョンストン軍50,000名で大きく北軍優位であったが、北軍は兵士に賜暇を与えて減っていたのに対し、ジョンストン軍はアラバマ州から15,000名の援兵を得ていた。
方面作戦の始まりは1864年5月と6月の幾つかの戦闘であり、シャーマンは山岳地でジョンストン軍を南東に追い遣ることができた。シャーマンはジョンストン軍に正面切って戦うことは慎重に避けていた。その代わりに守備隊の側面を衝くように操軍した。シャーマンが防衛戦の側面を衝くと（ほとんどの場合ジョンストン軍の左翼だった）、ジョンストンは次の用意された防衛地点まで後退した。6月27日、ケネソー山の戦いは全くの例外であった。シャーマンは正面攻撃を掛けてかなりの損失を被った。両軍ともに鉄道を補給線として利用していたが、ジョンストン軍がアトランタに近付くにつれて補給線が短くなったのに対し、シャーマン軍は長くなって行った。
7月20日、アトランタ郊外でのピーチツリークリークの戦いの直前に、ジェファーソン・デイヴィスはジョンストンの戦略に我慢できなくなり、より攻撃的なジョン・ベル・フッドに交替させた。このことは戦略的な誤りになった。フッドはアトランタの周りで数週間防衛線を固めることに費やした後で、開けた戦場でシャーマンに会戦を挑むことを選んだが、その勢力的に劣る軍隊では勝てなかった。シャーマンはその結果フッドの南からの補給線を絶った。フッドは窮地に陥ったことを察知し、9月1日の夜にアトランタを明け渡した。この時軍需物資や施設を焼いたので、町は大火になった。
アトランタにおけるシャーマンの勝利と時を同じくして、デイビッド・ファラガット提督がモービル湾の海戦で大勝し、メキシコ湾でミシシッピ川から東の最後の海港が閉ざされ、北軍の海上封鎖がさらに強固になった。アトランタとモービル湾の確保は北軍の士気を上げ、エイブラハム・リンカーン大統領の再選にも大きく貢献した。

## フランクリン・ナッシュビル方面作戦 （1864年9月-12月）
シャーマンが東部へ攻撃的作戦を行う準備のために兵を休ませる一方で、南軍のフッドは北軍のチャタヌーガからの通信線を妨害してシャーマン軍を打ち破る作戦を開始した。フッドはアラバマから西部に向かい北に転じてテネシーに侵攻した。フッドはシャーマンが追いかけてくれば戦えると考えていた。フッドの動きやネイサン・ベッドフォード・フォレストによる襲撃はシャーマン軍を大いに狼狽させたので、少しは効果があった。しかし、北軍の将軍は全面的にこの動きに対抗しようとはしなかった。シャーマンはトーマス少将をナッシュビルに派遣しそこの守備軍と協働してフッド軍に当たらせた。一方で残りの軍はサバンナの方角に侵攻した。
トーマスの軍は2つに分かれた。半分はトーマスと共にナッシュビルに入り、他の半分はジョン・スコフィールドが指揮してアトランタからの追撃に動いた。フッドはトーマス軍に集中する前にスコフィールド軍を破ることを望んだ。11月29日、テネシーのスプリングヒルの戦いでその機会があったが、北軍はうまくその罠を擦り抜けることができた。翌日の第二次フランクリンの戦いで、フッドは強固に塹壕で固めた北軍に対して、向こう見ずに正面攻撃を繰り返し大きな損失を被った。フッド軍はフランクリンで致命的な痛手を負っていたが、12月15日、16日のナッシュビルの戦いで殲滅されたと言われてきた。ナッシュビルではスコフィールドとトーマスの連合軍に面したフッド軍は市の南部数マイルの地点で塹壕を掘って待った。冬季の準備期間が2週間あった後で、トーマスはグラントや北軍政府から強い圧力を受けていたので、フッド軍に大々的な攻撃を掛けた。その結果フッドとその敗残兵はフランクリンに、さらにミシシッピに落ち延び、その後は戦える軍隊にまで回復することは無かった。

## シャーマンの海への進軍 （1864年11月-12月）

シャーマンの焦土作戦

シャーマンのサバンナ方面作戦は一般には海への進軍と呼ばれている。シャーマンとグラントは、アメリカ連合国の戦争に対する戦略、経済および心理的許容力を決定的に打ち破った時に南北戦争が終わると信じた。それゆえにシャーマンは焦土作戦を基本とし、途中にある農作物を焼き、家畜を殺し、物資を消費し、公共の施設を破壊するよう兵士達に命じた。この方針は総力戦の戦略として鍵となるものである。
シャーマン軍は11月15日にアトランタを発ち、2隊に分かれて約60マイル (100 km)を進軍した。右翼はオリバー・ハワード少将、左翼はヘンリー・スローカム少将が受け持った。この2隊が進軍した間の地域は破壊が凄まじく、何世代にも及ぶ住民の憎しみを作った。サバンナではウィリアム・ハーディ少将の指揮する約10,000名の守備隊が守っていた。長期の砲撃の後でハーディはサバンナ市を放棄し、シャーマン軍は12月22日に市内に入った。シャーマンはリンカーン大統領に次のような電報を打った。「私はクリスマスの贈り物にサバンナ市を進呈したい」

## カロライナ方面作戦 （1865年2月-3月）
シャーマンがサバンナを占領した後、グラントの命令で、その軍を船に乗せてバージニアの北軍の支援に回るように言ってきた。グラントはロバート・E・リー将軍に対してピーターズバーグの包囲戦で行き詰まっていた。シャーマンは別の戦略を提案した。バージニアに行く代わりに両カロライナ州を進軍し、ジョージア州で海への行軍をしたときと同じように途中にある軍事的価値があるもの全てを破壊していくことだった。サウスカロライナ州は最初にアメリカ合衆国から脱退を宣言した州であり、そこを侵すことで南部の士気に与える影響を考えれば、特に重要な目標になった。
シャーマンの作戦では、オーガスタやチャールストンに結集している小さな南軍部隊は迂回し、1865年3月15日までにゴールズバラに到着することを目指した。ジョージアの時と同様に複数の部隊に分かれて同時に行軍し、散開した南軍の守備兵を混乱させた。この時点での最初の目標はサウスカロライナ州の州都コロンビアであった。シャーマン軍は再びジョセフ・ジョンストンの指揮する小さくぼろぼろになったテネシー軍と対峙した。
2月17日、コロンビア市が降伏した。町は大火となり、中心部の大半が破壊された。コロンビア市の消失はその後の論争を引き起こした。火事は事故によると言う者がおれば、報復のために図られた行為と言う者もいる。同じ日に南軍はチャールストンも明け渡した。2月18日、シャーマン軍はコロンビア市にある軍事的価値があるもの全てを破壊し尽くした。南軍の最後の重要な海港ウィルミントンは2月22日に降伏した。
ジョンストンの最後の抵抗は3月19日から21日にかけてのベントンビルの戦いであった。ジョンストンは北軍がゴールズバラに到着する前にスローカムの受け持つ一翼を破ろうとして失敗した。シャーマンはジョンストンをローリーに追った。
4月18日、リンカーンの暗殺から3日後に、ジョンストンはダーラム駅近くの農家、ベネット・プレースでシャーマンとの休戦条約に署名した。シャーマンは、グラント将軍やアメリカ合衆国政府からの承認無しに、政治から軍事までの降伏条件をジョンストンに提示したことで、政治的な問題に巻き込まれた。この問題による混乱は4月26日まで続いた。この日、ジョンストンは純粋に軍事的条件に同意し、正式にジョンストン軍と両カロライナ、ジョージアおよびフロリダの南軍全てが降伏した。これはその月では2番目の重要な降伏だった。4月9日、ロバート・E・リー将軍の北バージニアがアポマトックスでポトマック軍に降伏していた。まだ小さな抵抗勢力は特にテネシーやミシシッピに夏まで残っていたが、実質的な南軍の敗北であった。